# Angelos Vlachos (Schriftsteller)

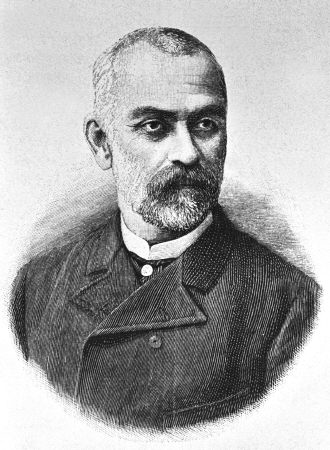
Angelos Vlachos

Angelos Vlachos (* 25. Märzjul. / 6. April 1838greg. in Athen; † 19. Juli 1920 ebenda) war ein neugriechischer Dichter und Schriftsteller.

## Leben und Werk
Angelos Vlachos studierte in Athen und später in Berlin und Heidelberg Rechtswissenschaft. Er erhielt 1859 eine Anstellung im Außenministerium, wurde 1863 Bürochef im Innenministerium, 1865 Sektionschef im Kultus- sowie 1875 im Außenministerium und 1880 Unterstaatssekretär in Letzterem. 1885 wurde er als Vertreter Attikas in die Abgeordnetenkammer gewählt. Von Juni 1887 bis Dezember 1890 war er griechischer Gesandter in Berlin, 1895 Unterrichtsminister in Athen, wo er auch später lebte. Zu Beginn des 20. Jahrhunderts fungierte er als erster Direktor des Athener Nationaltheaters.
Vlachos’ poetische Werke bestanden in lyrischen Gedichten, Lustspielen und dem Epos Phidias und Perikles. Er verfasste auch kritische Studien über die neugriechischen Dichter P. Sutzos (1874). Joannes Karasutsas (1874), Georgios Tertsetis (1875), G. Zalokostas (1877), A. Sutzos (1878) u. a. Seine Übersetzungen von deutschen Werken (so Lessings Nathan der Weise, Goethes Clavigo, Heines Die Götter im Exil und Paul Heyses Hadrian) sowie von Werken Shakespeares und Lamartines erschlossen seiner Leserschaft ausländische Literatur. Außerdem veröffentlichte er u. a:
- Elementargrammatik der neugriechischen Sprache, Leipzig 1864; 5. Auflage, Leipzig 1899
- Die Homerische Frage, Preisschrift, Athen 1865
- Neugriechische Chrestomathie, Leipzig 1870; 2. Auflage, Leipzig 1883
- Neugriechisch-französisches Wörterbuch, Athen 1871